# 진아름
진아름(1989년 11월 9일 ~ )은 대한민국의 모델이다. 2008년 서울컬렉션으로 데뷔하였다.

## 출연작

### 영화
- 《플랑크 상수》 (2015년)
- 《상의원》 (2014년)
- 《남자사용설명서》 (2013년)
- 《해결사》 (2010년)

### 드라마
- 《안투라지》 (2016년, tvN)

### 뮤직비디오
- 2009년 《슈프림팀》 - Super magic
- 2010년 《DJ DOC》 - Together
- 2011년 《GD&TOP》 - BABY GOOD NIGHT
- 2011년 《이승기》 - 친구잖아

### 광고
- 《맥도날드》
- 《LG전자 트롬6모션》
- 《NYLON TV》

## 학력
- 백제예술대학 모델학과

## 방송
- On Style 《스타일쇼필》 - 스타일랩
- MBC 《무한도전》 - 도전! 달력모델 편
- Q채널 《포토그래퍼 서바이벌》
- m.net 《트랜드리포트필》
- O’live 《O’live Show》
- On Style 《프로젝트 런어웨이 코리아 시즌2》

## 경력
- 2010년 잡지 엘르, W, 나일론, 슈어 모델
- 2010년 서울패션위크 F/W 10/11 홍은주, 박병규 컬렉션 모델
- 2010년 서울패션위크 S/S 2011 이승희, 이영희, 한상혁, 홍은주 컬렉션 모델